# NARグランプリ最優秀牝馬
NARグランプリ最優秀牝馬（NARグランプリ さいゆうしゅう ひんば）は、NARグランプリの競走馬部門の1つ。該当年度中に活躍した牝馬の競走馬が対象となる。創設は1999年。2011年から2歳、3歳、4歳以上最優秀馬の部門が牡馬と牝馬に分離されたため廃止された。

## 歴代受賞馬
馬齢は2000年までは旧表記。
| 年     | 受賞馬             | 性齢       | 年度成績 （主な重賞勝ち鞍）                    | 生産者             | 所属       | 調教師     | 馬主                           |
| ------ | ------------------ | ---------- | ---------------------------------------------- | ------------------ | ---------- | ---------- | ------------------------------ |
| 1999年 | マジックリボン     | 牝6        | 12戦6勝 全日本サラブレッドカップ               | 吉田牧場           | 笠松       | 荒川友司   | 吉田重雄                       |
| 2000年 | ベラミロード       | 牝5        | 6戦3勝 カネユタカオー記念、東京盃              | 静内酒井牧場       | 宇都宮     | 室井康雄   | 室井征巳                       |
| 2001年 | 該当馬なし         | 該当馬なし | 該当馬なし                                     | 該当馬なし         | 該当馬なし | 該当馬なし | 該当馬なし                     |
| 2002年 | ネームヴァリュー   | 牝4        | 11戦4勝 京成盃グランドマイラーズ               | 飛野牧場           | 船橋       | 川島正行   | 富岡真治                       |
| 2003年 | ネームヴァリュー   | 牝5        | 10戦4勝 TCK女王盃、大井記念、 帝王賞、東京記念 | 飛野牧場           | 船橋       | 川島正行   | （有）飛野牧場                 |
| 2004年 | ベルモントビーチ   | 牝6        | 4戦3勝 マリーンカップ                          | ベルモントファーム | 川崎       | 池田孝     | （有）ベルモントファーム       |
| 2005年 | プルザトリガー     | 牝4        | 5戦1勝 エンプレス杯                            | 賀張中川牧場       | 船橋       | 山浦武     | 高橋照比古                     |
| 2006年 | チャームアスリープ | 牝3        | 9戦4勝 南関東牝馬三冠                          | 村田牧場           | 船橋       | 佐藤賢二   | 山口美樹                       |
| 2007年 | トーセンジョウオー | 牝6        | 7戦3勝 マリーンカップ、エンプレス杯            | ヒサイファーム     | 船橋       | 川島正行   | 島川隆哉                       |
| 2008年 | トーセンジョウオー | 牝7        | 2戦1勝 スパーキングレディーカップ              | ヒサイファーム     | 船橋       | 川島正行   | 島川隆哉                       |
| 2009年 | ラブミーチャン     | 牝2        | 5戦5勝 全日本2歳優駿、 兵庫ジュニアグランプリ  | グランド牧場       | 笠松       | 柳江仁     | 小林祥晃                       |
| 2010年 | ユキチャン         | 牝5        | 3戦1勝 TCK女王盃                               | ノーザンファーム   | 川崎       | 山崎尋美   | 金子真人ホールディングス（株） |